# Bug (Bamberg)
Bug ist ein Stadtteil der Stadt Bamberg im bayerischen Regierungsbezirk Oberfranken. Bis 1972 bildete es eine selbstständige Gemeinde.

## Lage
Bug liegt südwestlich der Regnitz, zwischen Bughof und dem Bruderwald. Südlich des Ortes liegen die beiden Waldschutzgebiete Wolfsruhe und Wasserwand.

## Geschichte
Die erste urkundliche Erwähnung aus Anlass eines Hausverkaufs war 1385. Der Domkapitular Johann Karl Joseph Horneck von Weinheim (1723–1791) kaufte Bug 1774 für 18 000 Gulden. Danach kam es in den Besitz der Familie Karg von Bebenburg. Seit dem 18. Jahrhundert gab es Belustigungsorte und Vergnügungs-Plätze in Bug und Bughof. Bis zum Jahre 1800 lautete der Name der Gemeinde Buch. Die Buger Kirche „Heilige Dreifaltigkeit Bug“ wurde von den Einwohnern Bugs selbst erbaut und am 10. Juni 1838 fertiggestellt. Bug war bis zum 1. Juli 1972 eine selbständige Gemeinde und wurden im Zuge der bayrischen Gebietsreform 1972 zu Bamberg eingemeindet.
Bis 1995 befand sich in der Buger Hauptstraße der Karl-May-Verlag und das Karl-May-Museum. Nach der Schließung im Ortsteil Bug verlegte der Verlag seinen Standort in die Innenstadt von Bamberg. Das Museum und Karl-May-Nachlass gingen an das Karl-May-Museum in Radebeul. Im Jahr 1972 wurde ein Teil der Buger Hauptstraße in die Karl-May-Straße umbenannt.

### Schloss Bug

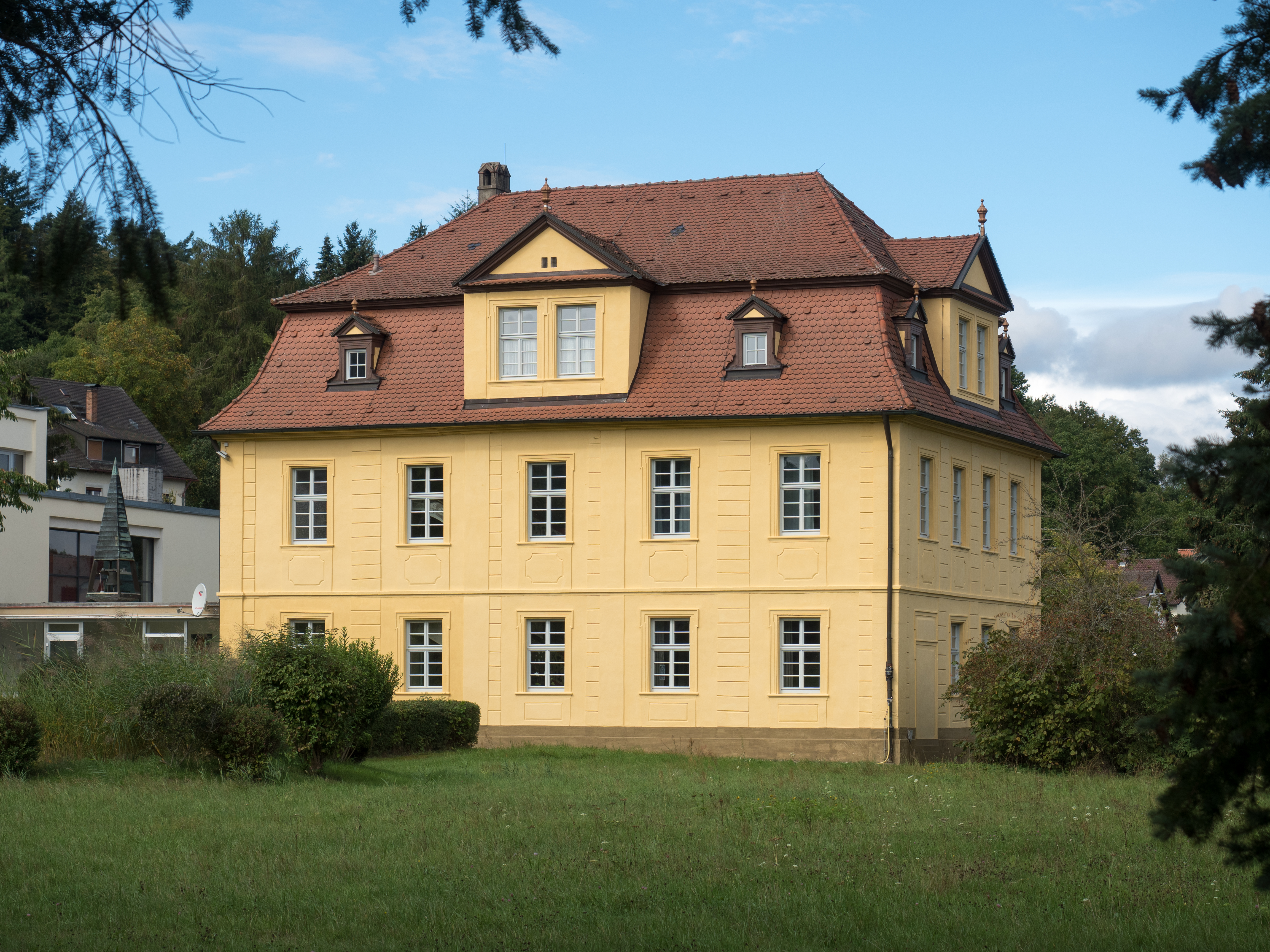
Schloss Bug

Erbaut wurde das zweigeschossige, flach gegliederter Mansarddachbau Schloss Bug in den Jahren 1730 bis 1740 und der Bauherr war Georg Karl Karg von Bebenburg. Ab 1825 war es ein königlich-bayerisches Forstamt. 1960 erwarben die Missionsbrüder des heiligen Franziskus das Schloss in Bug als Missionshaus, welches bereits 1961 um einen Ergänzungsbau erweitert wurde. Seit 1964/65 besteht in dem Schloss ein Missionsmuseum. Das Missionshaus in Bug ist heute die einzige Niederlassung der Ordensgemeinschaft Missionsbrüder des heiligen Franziskus in Deutschland.

## Bevölkerungsentwicklung
| 1871 | 286 | 1970 | 766 |
| 1925 | 316 | 1987 | 820 |
| 1935 | 338 | 2007 | 962 |
| 1950 | 597 |      |     |

## Sehenswürdigkeiten
- Das Missionsmuseum Bug hat eine Sammlung von Exponaten aus Indien und Südamerika und informiert über die heutige Missionsarbeit.
- Buger Spitze: Von der Südspitze des Stadtpark Hain hat man einen Blick auf den Ortsteil Bug.
- Das Naturwaldreservat Wolfsruhe wurde 1986 ausgewiesen.
- Die Ebene bei Bug: Der geschützte Landschaftsbestandteil gehört zum europäischen Biotopnetz Natura 2000 wurde 2007 ausgewiesen. Dort sind alte Streuobstwiesen, Schafweiden sowie Hecken zu finden.[3]

## Kurioses

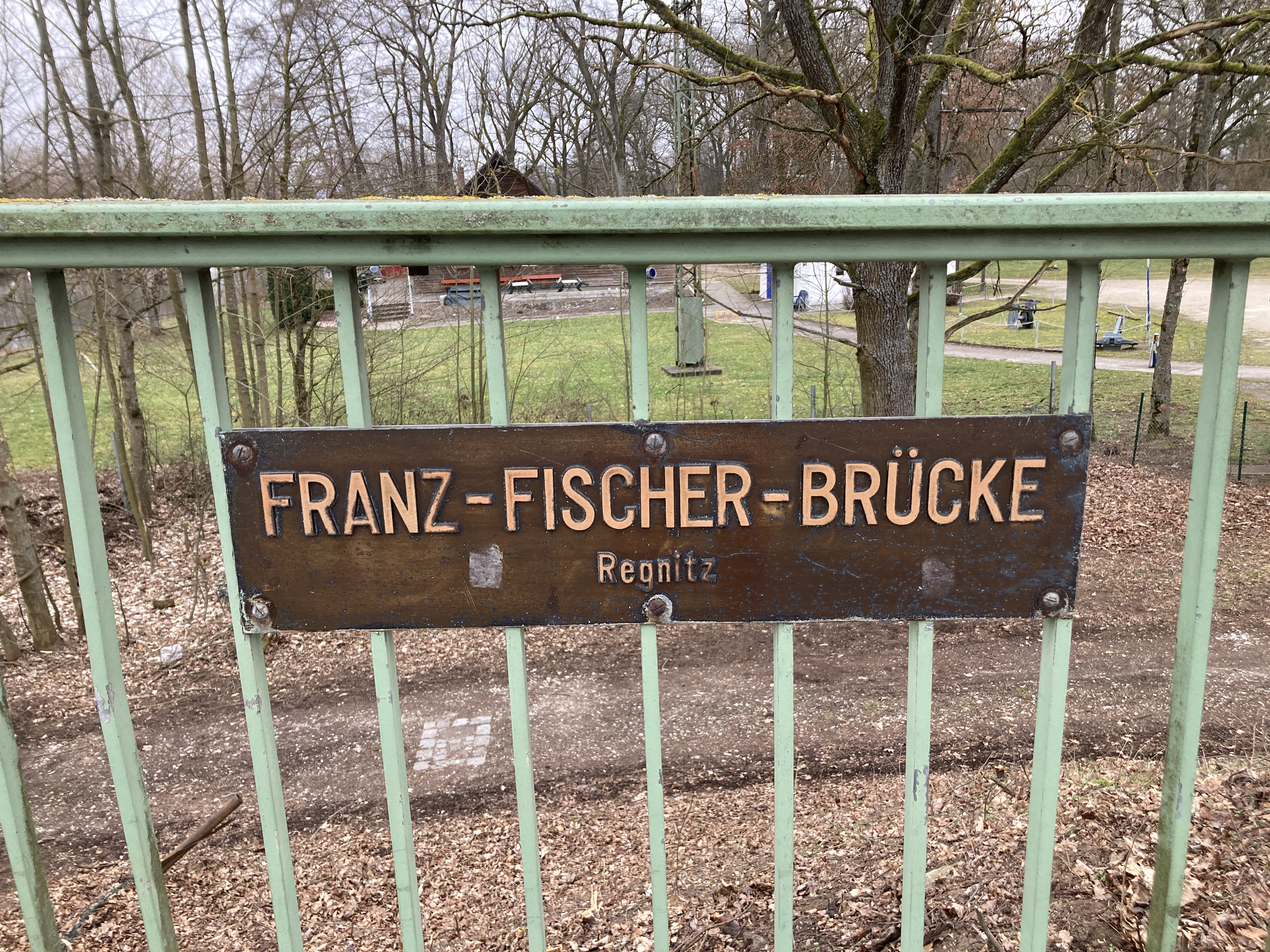
Franz-Fischer-Brücke

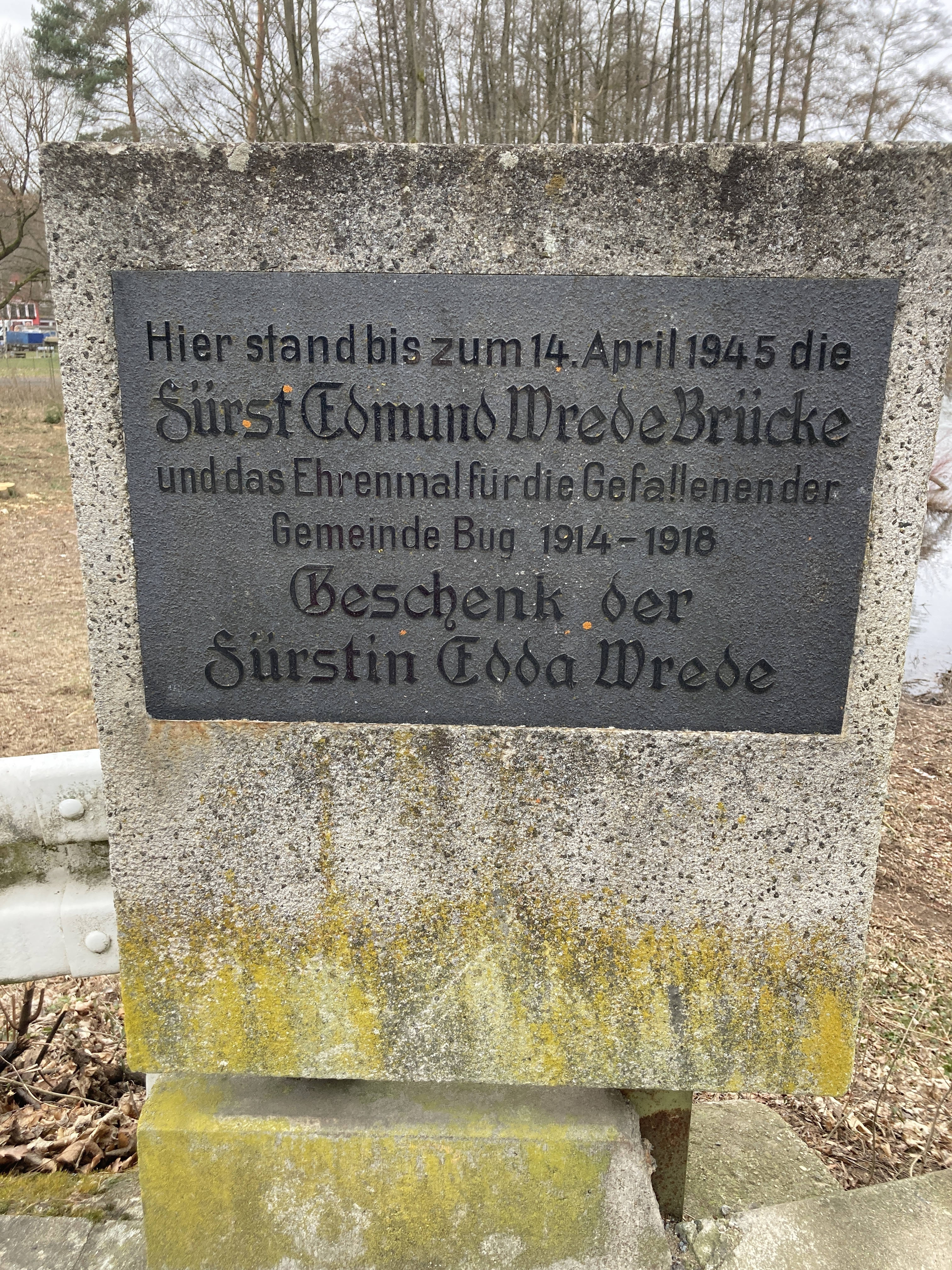
Tafel für die ehemalige Fürst-Edmund-Wrede-Brücke

Der Namensgeber der Buger Brücke von 1951 Franz Fischer war selbst nie in Bug anwesend. Der frühere Staatssekretär im bayerischen Finanzministerium hatte nur zu einem Zuschuss zur Brücke verholfen. Zuvor hieß sie Edmund-Fürst-von-Wrede-Brücke (1928 eingeweiht) nach dem Buger Bürger Edmund Fürst von Wrede (1878–1963), welche aber am 14. April 1945 gesprengt wurde. Am 5. Juni 2025 wurde die Neue Brücke unter dem Namen "Buger Brücke" eingeweiht.

## Persönlichkeiten

### Ehrenbürger
(Quelle: )
- 1952: Gerhard Hofmann (1901–1967), Oberbaurat
- 1952: Georg Meixner (1887–1960), Prälat
- 1960: Peter Link (1890–1963), Bürgermeister
- 1975: Fritz Hoffmann-Bug (1915–1997), deutscher Maler

### Persönlichkeiten, die in Bug gewirkt haben
- Sebastian Scharnagel (1791–1837), Maler und Lithograf
- Hans Wich (1929–2019), römisch-katholischer Geistlicher und Domkapitular

## Vereine
- Freiwillige Feuerwehr Bamberg – LG 9 Bug
- Kerwaverein Bug
- Postsportverein Bamberg
- Reservisten Kameradschaft Bug
- Bürgerverein BUG 1972 e. V.
- Marinekameradschaft Bamberg